# Lista i wyniki gal Bellator MMA na terenie Europy
Lista i wyniki gal Bellator MMA na terenie Europy.

## Lista gal
| Nr | Gala                                                   | Data                 | Miejsce                                  | Frekwencja widowni (przybliżona) |
| -- | ------------------------------------------------------ | -------------------- | ---------------------------------------- | -------------------------------- |
| 1  | Bellator 152: Pitbull vs. Souza                        | 16 kwietnia 2016     | Pala Alpitour, Turyn, Włochy             | 13,867                           |
| 2  | Bellator 158: London                                   | 16 lipca 2016        | The O2 Arena, Londyn, Anglia             | 12,311                           |
| 3  | Bellator 164: Koreshkov vs. Lima 2                     | 10 listopada 2016    | Menora Mivtachim Arena, Tel Awiw, Izrael | 8,937                            |
| 4  | Bellator 168: Sakara vs. Beltran                       | 10 grudnia 2016      | Mandela Forum, Florencja, Włochy         | 8,113                            |
| 5  | Bellator 169: King Mo vs. Ishii                        | 16 grudnia 2016      | 3Arena, Dublin, Irlandia                 | 12,184                           |
| 6  | Bellator 173: McGeary vs. McDermott                    | 24 lutego 2017       | SSE Arena, Belfast, Irlandia Północna    | 10,461                           |
| 7  | Bellator 176: Carvalho vs. Manhoef 2                   | 8 kwietnia 2017      | Pala Alpitour, Turyn, Włochy             | 9,216                            |
| 8  | Bellator 177: Dantas vs. Higo                          | 14 kwietnia 2017     | Budapest Sports Arena, Budapeszt, Węgry  | 11,439                           |
| 9  | Bellator 179: Daley vs. MacDonald                      | 19 maja 2017         | SSE Arena Wembley, Londyn, Anglia        | 11,872                           |
| 10 | Bellator 187: McKee vs. Moore                          | 10 listopada 2017    | 3Arena, Dublin, Irlandia                 | 12,667                           |
| 11 | Bellator 188: Lahat vs. Labiano                        | 16 listopada 2017    | Menora Mivtachim Arena, Tel Awiw, Izrael | 10,741                           |
| 12 | Bellator 190: Carvalho vs. Sakara                      | 9 grudnia 2017       | Mandela Forum, Florencja, Włochy         | 7,310                            |
| 13 | Bellator 191: McDonald vs. Ligier                      | 15 grudnia 2017      | Metro Radio Arena, Newcastle, Anglia     | 10,722                           |
| 14 | Bellator 196: Henderson vs. Huerta                     | 6 kwietnia 2018      | BOK Hall, Budapeszt, Węgry               | 8,314                            |
| 15 | Bellator 200: London                                   | 25 maja 2018         | SSE Arena Wembley, Londyn, Anglia        | 11,623                           |
| 16 | Bellator 203: Pitbull vs. Weichel 2                    | 14 lipca 2018        | Il Centrale Live Roma, Rzym, Włochy      | 10,140                           |
| 17 | Bellator 209: Pitbull vs. Sanchez                      | 15 listopada 2018    | Menora Mivtachim Arena, Tel Awiw, Izrael | 10,844                           |
| 18 | Bellator 211: Kauppinen vs. Sakara                     | 1 grudnia 2018       | RDS Stadium, Genua, Włochy               | 10,844                           |
| 19 | Bellator Newcastle: Pitbull vs. Scope                  | 9 lutego 2019        | Metro Radio Arena, Newcastle, Anglia     | 9,684                            |
| 20 | Bellator 217: Gallagher vs. Graham                     | 23 lutego 2019       | 3Arena, Dublin, Irlandia                 | 13,150                           |
| 21 | Bellator Birmingham: Primus vs. Wilde                  | 4 maja 2019          | Resorts World Arena, Birmingham, Anglia  | 10,064                           |
| 22 | Bellator 223: Mousasi vs. Lovato Jr.                   | 22 czerwca 2019      | SSE Arena Wembley, Londyn, Anglia        | 11,768                           |
| 23 | Bellator 227: Gallagher vs. Salazar                    | 27 września 2019     | 3Arena, Dublin, Irlandia                 | 12,920                           |
| 24 | Bellator 230: Milan                                    | 12 października 2019 | Allianz Cloud Arena, Mediolan, Włochy    | 4,927                            |
| 25 | Bellator 234: Kharitonov vs. Vassell                   | 14 listopada 2019    | Menora Mivtachim Arena, Tel Awiw, Izrael | 10,793                           |
| 26 | Bellator London                                        | 23 listopada 2019    | SSE Arena Wembley, Londyn, Anglia        | 11,746                           |
| 27 | Bellator 240: Dublin                                   | 22 lutego 2020       | 3Arena, Dublin, Irlandia                 | 0 *                              |
| 28 | Bellator Euro Series 8: Edwards vs. Van Steenis        | 26 września 2020     | Allianz Cloud Arena, Mediolan, Włochy    | 0 *                              |
| 29 | Bellator 247: Kielholtz vs. Jackson                    | 1 października 2020  | Allianz Cloud Arena, Mediolan, Włochy    | 0 *                              |
| 30 | Bellator Euro Series 9: Gallagher vs. Ellenor          | 3 października 2020  | Allianz Cloud Arena, Mediolan, Włochy    | 0 *                              |
| 31 | Bellator 248: Kongo vs. Johnson 2                      | 10 października 2020 | Accor Arena, Paryż, Francja              | 0 *                              |
| 32 | Bellator 267: Lima vs. MVP 2                           | 1 października 2021  | SSE Arena Wembley, Londyn, Anglia        | 0 *                              |
| 33 | Bellator 269: Fedor vs. Johnson                        | 23 października 2021 | VTB Arena, Moskwa, Rosja                 | 0 *                              |
| 34 | Bellator 270: Pitbull vs. Queally 2                    | 5 listopada 2021     | 3Arena, Dublin, Irlandia                 | 0 *                              |
| 35 | Bellator 275: Mousasi vs. Vanderford                   | 25 lutego 2022       | 3Arena, Dublin, Irlandia                 | 0 *                              |
| 36 | Bellator 280: Bader vs. Kongo 2                        | 6 maja 2022          | Accor Arena, Paryż, Francja              |                                  |
| 37 | Bellator 281: MVP vs. Storley                          | 13 maja 2022         | SSE Arena Wembley, Londyn, Anglia        |                                  |
| 38 | Bellator 285: Henderson vs. Queally                    | 23 września 2022     | 3Arena, Dublin, Irlandia                 |                                  |
| 39 | Bellator 287: Piccolotti vs. Barnaoui                  | 29 października 2022 | Allianz Cloud Arena, Mediolan, Włochy    |                                  |
| 40 | Bellator 291: Amosov vs. Storley                       | 25 lutego 2023       | 3Arena, Dublin, Irlandia                 |                                  |
| 41 | Bellator 296: Mousasi vs. Edwards                      | 12 maja 2023         | Accor Arena, Paryż, Francja              |                                  |
| 42 | Bellator 299: Eblen vs. Edwards                        | 23 września 2023     | 3Arena, Dublin, Irlandia                 |                                  |
| 43 | Bellator Champions Series 1: Anderson vs. Moore        | 22 marca 2024        | SSE Arena, Belfast, Irlandia Północna    |                                  |
| 43 | Bellator Champions Series 2: Mix vs. Magomedov         | 17 maja 2024         | Accor Arena, Paryż, Francja              |                                  |
| 44 | Bellator Champions Series 3: Jackson vs. Kuramagomedov | 22 czerwca 2024      | 3Arena, Dublin, Irlandia                 |                                  |
| 45 | Bellator Champions Series 5: McCourt vs. Collins       | 14 września 2024     | SSE Arena Wembley, Londyn, Anglia        |                                  |

- Gala bez udziału kibiców z powodu ograniczeń dotyczących pandemii Covid 19 (*)

## Wykaz miast europejskich w których gościło Bellator MMA
"stan na 15 kwietnia 2025"
- Dublin –  10 razy
- Londyn – 7 razy
- Paryż – 5 razy
- Mediolan – 5 razy
- Tel Awiw – 4 razy
- Newcastle – 2 razy
- Budapeszt – 2 razy
- Belfast – 2 razy
- Birmingham – 1 raz
- Florencja – 1 raz
- Genua – 1 raz
- Rzym – 1 raz
- Moskwa – 1 raz

## Wyniki gal

### Bellator 152: Pitbull vs. Souza
Walka Wieczoru:
- Walka w kategorii lekkiej:  Patricky Freire –  Edimilson Souza

Zwycięstwo Freire przez jednogłośną decyzję sędziów
Karta Główna:
- Walka w kategorii półciężkiej:  Alessio Sakara –  Brian Rogers

Zwycięstwo Sakary przez TKO w 2 rundzie
- Walka w kategorii piórkowej:  Danilo Belluardo –  AJ McKee Jr.

Zwycięstwo McKee Jr. przez TKO w 1 rundzie
Karta Wstępna:
- Walka kobiet w limicie -59 kg:  Anastasia Yankova –  Anjela Pink

Zwycięstwo Yankovej przez poddanie w 1rundzie
- Walka w kategorii piórkowej:  Daniele Miceli –  Daniele Scatizzi

Zwycięstwo Scatizziego przez TKO w 1 rundzie

### Bellator 158: London
Walka Wieczoru:
- Walka w kategorii półśredniej:  Douglas Lima –  Paul Daley

Zwycięstwo Limy przez jednogłośną decyzję sędziów
Karta Główna:
- Walka w kategorii ciężkiej:  Oli Thompson  –  Matt Mitrione

Zwycięstwo Mitrione przez TKO w 2 rundzie
- Walka w kategorii półciężkiej:  Francis Carmont –  Łukasz Klinger

Zwycięstwo Carmonta przez poddanie w 1 rundzie
- Walka w kategorii :  Evangelista Santos –  Michael Page

Zwycięstwo Page przez KO w 2 rundzie
- Walka w limicie -67 kg:  Mike Cutting –  James Gallagher

Zwycięstwo Gallaghera przez jednogłośną decyzję sędziów
Karta Wstępna:
- Walka w kategorii średniej:  Manuel Garcia –  Alex Reid

Zwycięstwo Garci przez jednogłośną decyzję sędziów
- Walka w kategorii ciężkiej:  James Mulheron –  Neil Grove

Zwycięstwo Mulherona przez jednogłośną decyzję sedziów
- Walka w kategorii średniej:  CJ Meeks –  Danny Mitchell

Zwycięstwo Mitchella przez poddanie w 1 rundzie
- Walka w kategorii piórkowej:  Chase Morton –  Nathaniel Wood

Zwycięstwo Wooda przez poddanie w 3 rundzie
- Walka w kategorii średniej:  Jack Mason –  Jason Radcliffe

Zwycięstwo Radcliffe przez KO w 1 rundzie
- Walka w kategorii koguciej:  Luiz Henrique Tosta –  Dean Garnett

Remis większościowy
- Walka w kategorii muszej:  Spencer Hewitt –  Pietro Menga

Zwycięstwo Mengi przez KO w 1 rundzie
- Walka w kategorii średniej:  Dominic Clark –  Mike Shipman

Zwycięstwo Shipmana przez poddanie w 1 rundzie

### Bellator 164: Koreshkov vs. Lima 2
Walka Wieczoru:
- Walka o pas mistrzowski Bellator MMA w kategorii półśredniej:  Andriej Korieszkow –  Douglas Lima

Zwycięstwo Limy przez KO w 3 rundzie
Karta Główna:
- Walka w kategorii piórkowej:  Noad Lahat –  Scott Cleve

Zwycięstwo Lahata przez poddanie w 1 rundzie
- Walka kobiet w kategorii muszej:  Ołena Owczynnikowa –  Karla Benitez

Zwycięstwo Owczynnikowej przez jednogłośną decyzję sędziów
- Walka w limicie -68 kg:  Kirill Medvedovski –  Georgi Karakhanyan

Zwycięstwo Karakhanyana przez TKO w 1 rundzie
Karta Wstępna:
- Walka w kategorii półciężkiej:  Kfir Eittan –  Chen Shhori

Zwycięstwo Shhoriego przez KO w 3 rundzie
- Walka w kategorii półśredniej:   Hitham Kayof –  Moish Rand

Zwycięstwo Randa przez TKO w 1 rundzie
- Walka w kategorii lekkiej:  Ron Becker –  Elazar Tariku

Zwycięstwo Tariku przez poddanie w 1 rundzie
- Walka w kategorii półśredniej:  Sol Renato –  Alexey Trofimov

Zwycięstwo Trofimova przez niejednogłośną decyzję sędziów
- Walka w kategorii koguciej:  Vitaly Khmeinytsky –  Almog Shay

Zwycięstwo Shaya przez poddanie w 1 rundzie
- Walka kobiet w kategorii piórkowej:  Laurita Likker-Cibirite –  Olga Rubin

Zwycięstwo Rubin przez TKO w 1 rundzie
- Walka w kategorii koguciej:  Raz Bring –  Maor Kazalkopy

Zwycięstwo Bringa przez TKO w 3 rundzie
- Walka w kategorii półśredniej:  Jackie Gosh –  Joaquin Buckley

Zwycięstwo Gosha przez TKO w 1 rundzie
- Walka w kategorii średniej:  Avi Baron –  Alex Nikulin

Zwycięstwo Nikulina przez TKO w 1 rundzie
- Walka w kategorii koguciej:  Omri Barel –  Honor Kelesh

Zwycięstwo Kelesha przez poddanie w 1 rundzie
- Walka w kategorii półśredniej:  Haim Gozali –  Zane Clerk

Zwycięstwo Gozaliego przez poddanie w 1 rundzie

### Bellator 168: Sakara vs. Beltran
Walka Wieczoru:
- Walka w kategorii półciężkiej:  Alessio Sakara –  Joey Beltran

Zwycięstwo Sakary przez TKO w 1 rundzie
Karta Główna:
- Walka w kategorii lekkiej:  Goiti Yamauchi –  Valeriu Mircea

Zwycięstwo Yamauchiego przez poddanie w 1 rundzie
- Walka w limicie -86 kg:  Emanuele Palombi –  Ed Ruth

Zwycięstwo Rutha przez TKO w 1 rundzie
Karta Wstępna:
- Walka w kategorii półciężkiej:  Kleber Raimundo Silva –  Philipe Lins

Zwycięstwo Silvy przez TKO w 2 rundzie
- Walka w kategorii średniej:  Claudio Annicchiarico –  John Salter

Zwycięstwo Saltera przez TKO w 1 rundzie

### Bellator 169: King Mo vs. Ishii
Walka Wieczoru:
- Walka w kategorii półciężkiej:  Muhammed Lawal –  Satoshi Ishii

Zwycięstwo Lawala przez jednogłośną decyzję sędziów
Karta Główna:
- Walka w kategorii piórkowej:  James Gallagher –  Anthony Taylor

Zwycięstwo Gallaghera przez poddanie w 3 rundzie
- Walka kobiet w kategorii koguciej:  Elina Kallionidou –  Sinead Kavanagh

Zwycięstwo Kavanagha przez jednogłośną decyzję sędziów
Karta Wstępna:
- Walka w kategorii piórkowej:  Daniel Weichel –  Brian Moore

Zwycięstwo Weichela przez poddanie w 1 rundzie
- Walka w kategorii piórkowej:  Cameron Else –  Dylan Tuke

Zwycięstwo Else przez TKO w 1 rundzie

### Bellator 173: McGeary vs. McDermott
Walka Wieczoru:
- Walka w limicie -97,5 kg:  Liam McGeary  –  Brett McDermott

Zwycięstwo McGeary'ego przez TKO w 2 rundzie
Karta Główna:
- Walka w kategorii piórkowej:  James Gallagher –  Kirill Medvedovski

Zwycięstwo Gallaghera przez poddanie w 1 rundzie
- Walka kobiet w limicie -63,5 kg:  Iony Razafiarison –  Sinead Kavanagh

Zwycięstwo Razafiarison przez jednogłośną decyzję sędziów
Karta Wstępna:
- Walka w kategorii półśredniej:  Colin Fletcher –  Alex Lohoré

Zwycięstwo Lohoré przez poddanie w 2 rundzie
- Walka w kategorii piórkowej:  Shay Walsh –  James McErlean

Zwycięstwo Walsha przez jednogłośną decyzję sędziów

### Bellator 176: Carvalho vs. Manhoef 2
Walka Wieczoru:
- Walka o pas mistrzowski Bellator MMA w kategorii średniej:  Rafael Carvalho –  Melvin Manhoef

Zwycięstwo Carvalho przez KO w 4 rundzie
Karta Główna:
- Walka kobiet w limicie -59 kg:  Elina Kallionidou –  Anastasia Yankova

Zwycięstwo Yankovej przez jednogłośną decyzję sędziów
- Walka w kategorii lekkiej:  Djamil Chan –  Valeriu Mircea

Zwycięstwo Mircei przez większościową decyzję sędziów
Karta Wstępna:
- Walka w kategorii lekkiej:  Samba Coulibaly –  Mihail Nica

Zwycięstwo Nici przez poddanie w 1 rudnzie
- Walka w kategorii koguciej:  Giorgio Belsanti –  Vando de Almeida

Zwycięstwo Belsantiego przez jednogłośną decyzję sędziów

### Bellator 177: Dantas vs. Higo
Walka Wieczoru:
- Walka w limicie -63 kg:  Eduardo Dantas –  Leandro Higo

Zwycięstwo Dantasa przez niejednogłośną decyzję sędziów
Karta Główna:
- Walka w kategorii piórkowej:  John Teixeira –  Daniel Weichel

Zwycięstwo Weichela przez niejednogłośną decyzję sędziów
- Walka kobiet w kategorii muszej:  Helen Harper –  Ołena Owczynnikowa

Zwycięstwo Owczynnikowej przez TKO w 2 rundzie
- Walka w kategorii piórkowej:  Ádám Borics –  Anthony Taylor

Zwycięstwo Boricsa przez poddanie w 1 rundzie
Karta Wstępna:
- Walka w kategorii lekkiej:  Michal Hořejší –  Brian Moore

Zwycięstwo
- Walka w kategorii lekkiej:  Máté Kertész –  Patrick Szombat

Zwycięstwo Kertésza przez TKO w 2 rundzie

### Bellator 179: Daley vs. MacDonald
Walka Wieczoru:
- Walka w kategorii półśredniej:  Paul Daley  –  Rory MacDonald

Zwycięstwo MacDonalda przez poddanie w 2 rundzie
Karta Główna:
- Walka w kategorii półciężkiej:  Liam McGeary  –  Linton Vassell

Zwycięstwo Vassella przez poddanie w 3 rundzie
- Walka w kategorii ciężkiej:  Augusto Sakai –  Cheick Kongo

Zwycięstwo Kongo przez niejednogłośną decyzję sędziów
- Walka w kategorii półśredniej:  Dan Vinni –  Alex Lohoré

Zwycięstwo Lohoré przez TKO w 2 rundzie
- Walka w limicie -74 kg:  Kevin Ferguson Jr. –  DJ Griffin

Zwycięstwo Fergusona Jr. przez TKO w 1 rundzie
Karta Wstępna:
- Walka w kategorii lekkiej:  Alfie Davis –  Jay Dods

Zwycięstwo Davisa przez KO w 1 rundzie
- Walka w kategorii ciężkiej:  Stav Economou –  Dan Konecke

Zwycięstwo Economou przez poddanie w 1 rundzie
- Walka w kategorii muszej:  Amir Albazi –  Jamie Powell

Zwycięstwo Albaziego przez jednogłośną decyzję sędziów
- Walka w kategorii półśredniej:  Nathan Jones –  Umer Kayani

Zwycięstwo Jonesa przez poddanie w 1 rundzie
- Walka w kategorii średniej:  Fabian Edwards –  Rafał Cejrowski

Zwycięstwo Edwardsa przez KO w 1 rundzie
- Walka w limicie -68 kg:  Jeremy Petley –  Chase Morton

Zwycięstwo Petleya przez jednogłośną decyzję sędziów
- Walka w kategorii średniej:  Mike Shipman –  Marcin Prostko

Zwycięstwo Shipmana przez TKO w 1 rundzie
- Walka w kategorii koguciej:  Diego Barbosa –  Salih Kulucan

Zwycięstwo Kulucana przez poddanie w 1 rundzie

### Bellator 187: McKee vs. Moore
Walka Wieczoru:
- Walka w kategorii piórkowej:  AJ McKee Jr. –  Brian Moore

Zwycięstwo  McKee Jr. przez poddanie w 3 rundzie
Karta Główna:
- Walka kobiet w limicie -64 kg:  Maria Casanova –  Sinead Kavanagh

Zwycięstwo Kavanagh przez TKO w 1 rundzie
- Walka w kategorii średniej:  John Redmond –  Charlie Ward

Zwycięstwo Warda przez TKO w 1 rundzie
- Walka w limicie -74 kg:  Kevin Ferguson Jr. –  Fred Freeman

Zwycięstwo Fergusona Jr. przez poddanie w 1 rundzie
Karta Wstępna:
- Walka w limicie -73 kg:  Sérgio de Jesus Santos –  Paul Redmond

Zwycięstwo Redmonda przez jednogłośną decyzję sędziów

### Bellator 188: Lahat vs. Labiano
Walka Wieczoru:
- Walka w kategorii piórkowej:  Noad Lahat –  Jeremiah Labiano

Zwycięstwo Lahata przez jednogłośną decyzję sędziów
Karta Główna:
- Walka w kategorii półśredniej:  Haim Gozali –  Arsen Faitovich

Zwycięstwo Gozaliego przez poddanie w 1 rundzie
- Walka w kategorii średniej:  Jason Radcliffe –  John Salter

Zwycięstwo Saltera przez poddanie w 1 rundzie
- Walka kobiet w kategorii muszej:  Denise Kielholtz –  Jessica Middleton

Zwycięstwo Kielholtz przez poddanie w 1 rundzie
Karta Wstępna:
- Walka w kategorii koguciej:  Luiz Rocha –  Almog Shay

Zwycięstwo Rochy przez jednogłośną decyzję sędziów
- Walka w kategorii półśredniej:  Francisco Silva –  Shimon Gosh

Zwycięstwo Gosha przez jednogłośną decyzję sędziów
- Walka kobiet w kategorii piórkowej:  Olga Rubin –  Joana Filipa

Zwycięstwo Rubin przez TKO w 2 rundzie
- Walka w kategorii lekkiej:  Julian Maloku –  Oron Kahlon

Zwycięstwo Kahlona przez poddanie w 1 rundzie
- Walka w kategorii średniej:  Rami Abuhav –  Alex Nikulin

Zwycięstwo Nikulina przez KO w 1 rundzie
- Walka w limicie -75 kg:  David Abisror –  Alexey Trofimov

No Contest (przypadkowe kopnięcie w krocze) Runda 1
- Walka w kategorii piórkowej:  Or Eliov –  Netanel Parisi

Zwycięstwo Parisiego przez poddanie w 1 rundzie
- Walka w kategorii ciężkiej:  Adam Keresh –  Roma Kushnir

Zwycięstwo Keresha przez TKO w 2 rundzie
- Walka w kategorii lekkiej:  Moshe Ben Shimol –  Ivan Solomatov

Zwycięstwo Shimola przez poddanie w 1 rundzie
- Walka w kategorii muszej:  Raz Bring –  Nadeem Kablan

Zwycięstwo Bringa przez jednogłośną decyzję sędziów
- Walka w kategorii półśredniej:  Matan Levi –  Erik Sianov

Zwycięstwo Leviego przez większościową decyzję sędziów
- Walka w kategorii lekkiej:  Mor Atias –  Assaf Batan

Zwycięstwo Batana przez poddanie w 3 rundzie

### Bellator 190: Carvalho vs. Sakara
Walka Wieczoru:
- Walka o pas mistrzowski Bellator MMA w kategorii średniej:  Rafael Carvalho –  Alessio Sakara

Zwycięstwo Carvalho przez KO w 1 rundzie
Karta Główna:
- Walka w kategorii lekkiej:  Luka Jelčić –  Brandon Girtz

Zwycięstwo Girtza przez TKO w 1 rundzie
- Walka kobiet w kategorii muszej:  Alejandra Lara –  Ołena Owczynnikowa

Zwycięstwo Lary przez poddanie w 3 rundzie
- Walka w kategorii lekkiej:  Carlos Leal –  Mihail Nica

Zwycięstwo Leala przez jednogłośną decyzję sędziów
Karta Wstępna:
- Walka w kategorii średniej:  Tony Zanko –  Gregory Babene

Zwycięstwo Babene przez poddanie w 1 rundzie

### Bellator 191: McDonald vs. Ligier
Walka Wieczoru:
- Walka w limicie 62,5 kg:  Michael McDonald –  Peter Ligier

Zwycięstwo McDonalda przez jednogłośną decyzję sędziów
Karta Główna:
- Walka kobiet w kategorii muszej:  Valérie Létourneau –  Kate Jackson

Zwycięstwo Létourneau przez jednogłośną decyzję sędziów
- Walka w kategorii półśredniej:  Ashley Griffiths –  Mohammad Yahya

Zwycięstwo Yahyi przez TKO w 1 rundzie
- Walka w kategorii ciężkiej:  Phil De Fries –  James Thompson

Zwycięstwo De Friesa przez poddanie w 1 rundzie
Karta Wstępna:
- Walka w kategorii piórkowej:  Jeremy Petley –  Lewis Monarch

Zwycięstwo Petleya przez niejednogłośną decyzję sędziów

### Bellator 196: Henderson vs. Huerta
Walka Wieczoru:
- Walka w kategorii lekkiej:  Benson Henderson –  Roger Huerta

Zwycięstwo Hendersona przez poddanie w 2 rundzie
Karta Główna:
- Walka w kategorii piórkowej:  Teodor Nikolov –  Ádám Borics

Zwycięstwo Boricsa przez TKO w 2 rundzie
- Walka kobiet w kategorii muszej:  Petra Částková –  Denise Kielholtz

Zwycięstwo Kielholtz przez jednogłośną decyzję sędziów
- Walka w kategorii piórkowej:  Brian Moore  –  Giorgio Belsanti

Zwycięstwo Moore przez poddanie w 1 rundzie
- Walka w limicie -79 kg:  Ion Pascu –  Ed Ruth

Zwycięstwo Rutha przez jednogłośną decyzję sędziów
Karta Wstępna:
- Walka w kategorii średniej:  Norbert Novenyi Jr. –  Mehmet Yueksel

Zwycięstwo Novenyiego Jr. przez poddanie w 1 rundzie

### Bellator 200: London
Walka Wieczoru:
- Walka o pas mistrzowski Bellator MMA w kategorii średniej:  Rafael Carvalho –  Gegard Mousasi

Zwycięstwo Mousasiego przez TKO w 1 rundzie
Karta Główna:
- Walka w kategorii półśredniej:  Michael Page  –  David Rickels

Zwycięstwo Page'a przez poddanie werbalne w 2 rundzie
- Walka w limicie -74 kg:  Aaron Chalmers –  Ashley Griffiths

Zwycięstwo Chalmersa przez poddanie w 1 rundzie
- Walka w kategorii średniej:  Carl Noon –  Mike Shipman

Zwycięstwo Shipmana przez TKO w 1 rundzie
- Walka kobiet w kategorii muszej:  Kate Jackson –  Anastasia Yankova

Zwycięstwo Jackson przez jednogłośną decyzję sędziów
- Walka w kategorii półciężkiej:  Linton Vassell –  Phil Davis

Zwycięstwo Davisa przez KO w 3 rundzie
Karta Wstępna:
- Walka w kategorii półśredniej:  Jahreau Shepherd –  Marcin Żywica

Zwycięstwo Shepherda przez TKO w 1 rundzie
- Walka w kategorii półśredniej:  Walter Gahadza –  Kent Kauppinen

Zwycięstwo Gahadzy przez poddanie w 2 rundzie
- Walka w kategorii muszej:  Amir Albazi –  Iuri Bejenari

Zwycięstwo Albaziego przez poddanie w 1 rundzie
- Walka w kategorii lekkiej:  Tom Green –  Charlie Leary

Zwycięstwo Leary'ego przez TKO w 2 rundzie
- Walka w kategorii średniej:  Martin Hudson –  Charlie Ward

Zwycięstwo Warda przez TKO w 1 rundzie
- Walka w kategorii piórkowej:  Daniel Crawford –  Pedro Carvalho

Zwycięstwo Carvalho przez niejednogłośną decyzję sędziów
- Walka w kategorii średniej:  Anatoly Tokov –  Vladimir Filipović

Zwycięstwo Tokova przez poddanie w 1 rundzie
- Walka w kategorii średniej:  Kevin Fryer –  Costello van Steenis

Zwycięstwo van Steenisa przez TKO w 1 rundzie
- Walka w kategorii koguciej:  Mike Ekundayo –  Tom Mearns

Zwycięstwo Ekundayo przez poddanie w 2 rundzie

### Bellator 203: Pitbull vs. Weichel 2
Walka Wieczoru:
- Walka o pas mistrzowski Bellator MMA w kategorii piórkowej:  Patrício Freire –  Daniel Weichel

Zwycięstwo  Freire przez niejednogłośną decyzję sędziów
Karta Główna:
- Walka w kategorii półciężkiej:  Jamie Sloane –  Alessio Sakara

Zwycięstwo Sakary przez TKO w 1 rundzie
- Walka w kategorii półśredniej:  Vaso Bakočević –  Andriej Korieszkow

Zwycięstwo Korieszkowa przez KO w 1 rundzie
Karta Wstępna:
- Walka w kategorii średniej:  Will Fleury –  Alen Amedowski

Zwycięstwo Amedowskiego przez TKO w 1 rundzie
- Walka w limicie -69 kg:  Simone La Preziosa –  Maxim Radu

Zwycięstwo Radu przez TKO w 1 rundzie
- Walka w kategorii lekkiej:  Simone D'Anna –  Michele Martignoni

Zwycięstwo Martignoniego przez KO w 1 rundzie

### Bellator 209: Pitbull vs. Sanchez
Walka Wieczoru:
- Walka o pas mistrzowski Bellator MMA w kategorii piórkowej:  Patrício Freire –  Emmanuel Sanchez

Zwycięstwo Freire przez jednogłośną decyzję sędziów
Karta Główna:
- Walka w kategorii półśredniej:  Haim Gozali –  Ryan Couture

Zwycięstwo Couture przez jednogłośną decyzję sędziów
- Walka w kategorii półciężkiej:  Wadim Niemkow –  Phil Davis

Zwycięstwo Niemkowa przez niejednogłośną decyzję sędziów
- Walka kobiet w kategorii piórkowej:  Cindy Dandois –  Olga Rubin

Zwycięstwo Rubin przez jednogłośną decyzję sędziów
- Walka w kategorii ciężkiej:  Adam Keresh –  Kirill Sidelnikov

Zwycięstwo Keresha przez TKO w 1 rundzie
Karta Wstępna:
- Walka w kategorii półśredniej:  Jackie Gosh –  Jamil Ibragimov

Zwycięstwo Ibragimova przez KO w 1 rundzie
- Walka w kategorii piórkowej:  Sidemar Honorio –  Liudvik Sholinian

Zwycięstwo Honorio przez jednogłośną decyzję sędziów
- Walka w kategorii piórkowej:  Kirill Medvedovski –  Denis Palancica

Zwycięstwo Palancicy przez jednogłośną decyzję sędziów
- Walka w kategorii lekkiej:  Aviv Gozali –  Anton Lazebnov

Zwycięstwo Gozaliego przez poddanie w 1 rundzie
- Walka w kategorii półśredniej:  Ron Becker –  Khonry Gracie

Zwycięstwo Gracie przez jednogłośną decyzję sędziów
- Walka kobiet w kategorii słomkowej:  Yulia Sachkov –  Viktoriya Makarova

Zwycięstwo Makarovej przez TKO w 1 rundzie
- Walka w kategorii piórkowej:  Honor Kelesh –  Andrey Barbarosa

Zwycięstwo Barbarosy przez jednogłośną decyzję sędziów
- Walka w kategorii półśredniej:  Christos Nicolaou –  Fadi Haiyadre

Zwycięstwo Nicolaou przez TKO w 1 rundzie
- Walka w kategorii półśredniej:  Matan Levi –  Shimon Smotritsky

Zwycięstwo Smotritskyego przez jednogłośną decyzję sędziów
- Walka w kategorii piórkowej:  Itzik Rubinov –  Ion Pop

Zwycięstwo Rubinova przez jednogłośną decyzję sędziów
- Walka w kategorii półciężkiej:  Nisim Rozales –  Nika Ben Tuashy

Zwycięstwo Tuashyego przez TKO w 1 rundzie

### Bellator 211: Kauppinen vs. Sakara
Walka Wieczoru:
- Walka w kategorii półciężkiej:  Kent Kauppinen –  Alessio Sakara

Zwycięstwo Kauppinena przez KO w 1 rundzie
Karta Główna:
- Walka w kategorii ciężkiej:  Hesdy Gerges –  Domingos Barros

Zwycięstwo Barosa przez TKO w 1 rundzie
- Walka w kategorii lekkiej:  Luca Vitali –  Pedro Carvalho

Zwycięstwo Carvalho przez poddanie w 1 rundzie
- Walka w kategorii średniej:  Ibrahim Mané –  Alen Amedowski

Zwycięstwo Amedowskiego przez KO w 1 rundzie
- Walka w kategorii półśredniej:  Kiefer Crosbie –  Orlando D'Ambrosio

Zwycięstwo Crosbie przez jednogłośną decyzję sędziów
Karta Wstępna:
- Walka w kategorii półśredniej:  Nemanja Milaković –  Giorgio Pietrini

Zwycięstwo Pietriniego przez KO w 1 rundzie
- Walka w kategorii półśredniej:  Andrea Fusi –  Walter Pugliesi

Zwycięstwo Fusiego przez niejednogłośną decyzję sędziów

### Bellator Newcastle: Pitbull vs. Scope
Walka Wieczoru:
- Walka w kategorii lekkiej:  Patricky Pitbull –  Ryan Scope

Zwycięstwo Pitbulla przez niejednogłośną decyzję sędziów
Karta Główna:
- Walka w kategorii lekkiej:  Aaron Chalmers –  Corey Browning

Zwycięstwo Browninga przez poddanie w 3 rundzie
- Walka w kategorii lekkiej:  Terry Brazier –  Chris Bungard

Zwycięstwo Bungarda przez poddanie w 1 rundzie
- Walka w kategorii średniej:  Lee Chadwick –  Fabian Edwards

Zwycięstwo Edwardsa przez jednogłośną decyzję sędziów
Karta Wstępna:
- Walka w kategorii półciężkiej:  James Mulheron –  Arunas Andriuskevicus

Zwycięstwo Andriuskevicusa przez TKO w 3 rundzie
- Walka w kategorii półśredniej:  Jim Wallhead –  Abner Lloveras

Zwycięstwo Wallheada przez jednogłośną decyzję sędziów
- Walka w kategorii koguciej:  Cal Ellenor –   Nathan Greyson

Zwycięstwo Ellenora przez poddanie w 1 rundzie
- Walka w kategorii piórkowej:  Ranjeet Baria –  Nathan Rose

Zwycięstwo Rose przez KO w 1 rundzie
- Walka w kategorii półśredniej:  Justin Burlinson –  Maciej Gierszewski

Zwycięstwo Burlinsona przez poddanie w 1 rundzie
- Walka w kategorii koguciej:  Richard Kallos –  Luke Westwood

Zwycięstwo Westwooda przez TKO w 3 rundzie
- Walka w kategorii półśredniej:  Ashley Reece –  John Ross

Zwycięstwo Reece przez TKO w 1 rundzie
- Walka w kategorii średniej:  Martin Hudson –  Tommy Quinn

Zwycięstwo Quinna przez TKO w 1 rundzie
- Walka w kategorii lekkiej:  Davie McLaughlin –  Kieran Lister

Zwycięstwo Listera przez TKO w 1 rundzie
- Walka w kategorii piórkowej:  Milad Ahady –  Joe Calboutin

Zwycięstwo Calboutina przez TKO w 1 rundzie
- Walka w kategorii ciężkiej:  Mindaugas Gerve –  Tony Mustard

Zwycięstwo Gerve przez TKO w 1 rundzie

### Bellator 217: Gallagher vs. Graham
Walka Wieczoru:
- Walka w kategorii :    –

Zwycięstwo
Karta Główna:
- Walka w kategorii :    –

Zwycięstwo
- Walka w kategorii :    –

Zwycięstwo
- Walka w kategorii :    –

Zwycięstwo
Karta Wstępna:
- Walka w kategorii :    –

Zwycięstwo
- Walka w kategorii :    –

Zwycięstwo
- Walka w kategorii :    –

Zwycięstwo
- Walka w kategorii :    –

Zwycięstwo
- Walka w kategorii :    –

Zwycięstwo
- Walka w kategorii :    –

Zwycięstwo
- Walka w kategorii :    –

Zwycięstwo
- Walka w kategorii :    –

Zwycięstwo
- Walka w kategorii :    –

Zwycięstwo
- Walka w kategorii :    –

Zwycięstwo
- Walka w kategorii :    –

Zwycięstwo
- Walka w kategorii :    –

Zwycięstwo

### Bellator Birmingham: Primus vs. Wilde
Walka Wieczoru:
- Walka w kategorii :    –

Zwycięstwo
Karta Główna:
- Walka w kategorii :    –

Zwycięstwo
- Walka w kategorii :    –

Zwycięstwo
- Walka w kategorii :    –

Zwycięstwo
Karta Wstępna:
- Walka w kategorii :    –

Zwycięstwo
- Walka w kategorii :    –

Zwycięstwo
- Walka w kategorii :    –

Zwycięstwo
- Walka w kategorii :    –

Zwycięstwo
- Walka w kategorii :    –

Zwycięstwo
- Walka w kategorii :    –

Zwycięstwo
- Walka w kategorii :    –

Zwycięstwo
- Walka w kategorii :    –

Zwycięstwo
- Walka w kategorii :    –

Zwycięstwo
- Walka w kategorii :    –

Zwycięstwo
- Walka w kategorii :    –

Zwycięstwo
- Walka w kategorii :    –

Zwycięstwo
- Walka w kategorii :    –

Zwycięstwo
- Walka w kategorii :    –

Zwycięstwo

### Bellator 223: Mousasi vs. Lovato Jr.
Walka Wieczoru:
- Walka w kategorii :    –

Zwycięstwo
Karta Główna:
- Walka w kategorii :    –

Zwycięstwo
- Walka w kategorii :    –

Zwycięstwo
- Walka w kategorii :    –

Zwycięstwo
- Walka w kategorii :    –

Zwycięstwo
- Walka w kategorii :    –

Zwycięstwo
- Walka w kategorii :    –

Zwycięstwo
Karta Wstępna:
- Walka w kategorii :    –

Zwycięstwo
- Walka w kategorii :    –

Zwycięstwo
- Walka w kategorii :    –

Zwycięstwo
- Walka w kategorii :    –

Zwycięstwo
- Walka w kategorii :    –

Zwycięstwo
- Walka w kategorii :    –

Zwycięstwo
- Walka w kategorii :    –

Zwycięstwo
- Walka w kategorii :    –

Zwycięstwo
- Walka w kategorii :    –

Zwycięstwo
- Walka w kategorii :    –

Zwycięstwo
- Walka w kategorii :    –

Zwycięstwo
- Walka w kategorii :    –

Zwycięstwo

### Bellator 227: Gallagher vs. Salazar
Walka Wieczoru:
- Walka w kategorii :    –

Zwycięstwo
Karta Główna:
- Walka w kategorii :    –

Zwycięstwo
- Walka w kategorii :    –

Zwycięstwo
- Walka w kategorii :    –

Zwycięstwo
- Walka w kategorii :    –

Zwycięstwo
- Walka w kategorii :    –

Zwycięstwo
- Walka w kategorii :    –

Zwycięstwo
- Walka w kategorii :    –

Zwycięstwo
Karta Wstępna:
- Walka w kategorii :    –

Zwycięstwo
- Walka w kategorii :    –

Zwycięstwo
- Walka w kategorii :    –

Zwycięstwo
- Walka w kategorii :    –

Zwycięstwo
- Walka w kategorii :    –

Zwycięstwo
- Walka w kategorii :    –

Zwycięstwo
- Walka w kategorii :    –

Zwycięstwo
- Walka w kategorii :    –

Zwycięstwo
- Walka w kategorii :    –

Zwycięstwo
- Walka w kategorii :    –

Zwycięstwo

### Bellator 230: Milan
Walka Wieczoru:
- Walka w kategorii półciężkiej:  Alessio Sakara –  Canaan Grigsby

Zwycięstwo Sakary przez TKO w 1 rundzie
Karta Główna:
- Walka w kategorii półśredniej:  Ashley Reece –  Stefano Paternò

Zwycięstwo Paterno przez jednogłośną decyzję sędziów
- Walka w kategorii półciężkiej:  Yannick Bahati –  Melvin Manhoef

Zwycięstwo Manhoefa przez TKO w 1 rundzie
- Walka w kategorii lekkiej:  Rafael Macedo –  Kane Mousah

Zwycięstwo Macedo przez niejednogłośną decyzję sędziów
- Walka w kategorii półciężkiej:  Rafael Carvalho –  Wadim Niemkow

Zwycięstwo Niemkowa przez poddanie w 2 rundzie
- Walka w kategorii ciężkiej:  Dragos Zubco –  Hesdy Gerges

Zwycięstwo Zubco przez jednogłośną decyzję sędziów
- Walka w kategorii ciężkiej:  Domingos Barros –  Kirill Sidelnikov

Zwycięstwo Sidelnikova przez jednogłośną decyzję sędziów
- Walka w kategorii półśredniej:  Andrea Fusi –  Walter Pugliesi

Zwycięstwo Pugliesiego przez jednogłośną decyzję sędziów
Karta Wstępna:
- Walka w kategorii lekkiej:  Daniel Cassell –  Nicolò Solli

Zwycięstwo Solliego przez poddanie w 1 rundzie

### Bellator 234: Kharitonov vs. Vassell
Walka Wieczoru:
- Walka w kategorii :    –

Zwycięstwo
Karta Główna:
- Walka w kategorii :    –

Zwycięstwo
- Walka w kategorii :    –

Zwycięstwo
- Walka w kategorii :    –

Zwycięstwo
- Walka w kategorii :    –

Zwycięstwo
Karta Wstępna:
- Walka w kategorii :    –

Zwycięstwo
- Walka w kategorii :    –

Zwycięstwo
- Walka w kategorii :    –

Zwycięstwo
- Walka w kategorii :    –

Zwycięstwo
- Walka w kategorii :    –

Zwycięstwo
- Walka w kategorii :    –

Zwycięstwo
- Walka w kategorii :    –

Zwycięstwo
- Walka w kategorii :    –

Zwycięstwo
- Walka w kategorii :    –

Zwycięstwo
- Walka w kategorii :    –

Zwycięstwo
- Walka w kategorii :    –

Zwycięstwo
- Walka w kategorii :    –

Zwycięstwo
- Walka w kategorii :    –

Zwycięstwo
- Walka w kategorii :    –

Zwycięstwo
- Walka w kategorii :    –

Zwycięstwo

### Bellator London
Walka Wieczoru:
- Walka w kategorii półśredniej:  Michael Page –  Gianni Melillo

Zwycięstwo Page'a przez KO w 1 rundzie
Karta Główna:
- Walka w kategorii średniej:  Fabian Edwards –  Mike Shipman

Zwycięstwo Edwardsa przez niejednogłośną decyzję sędziów
- Walka w kategorii lekkiej:  Søren Bak –  Terry Brazier

Zwycięstwo Baka przez jednogłośną decyzję sędziów
Karta Wstępna:
- Walka kobiet w kategorii muszej:  Denise Kielholtz –  Sabriye Sengül

Zwycięstwo Kielholtz przez poddanie w 1 rundzie
- Walka w kategorii lekkiej:  Charlie Leary –  Tim Wilde

Zwycięstwo Wilde przez jednogłośną decyzję sędziów
- Walka w kategorii średniej:  Charlie Ward  –  Pietro Penini

Zwycięstwo Peniniego przez jednogłośną decyzję sędziów
- Walka w kategorii piórkowej:  Robert Whiteford –  Sam Sicilia

Zwycięstwo Whiteforda przez KO w 3 rundzie
- Walka w kategorii półśredniej:  Walter Gahadza –  Lewis Long

Zwycięstwo Longa przez poddanie w 1 rundzie
- Walka w kategorii piórkowej:  Chris Bungard –  Benjamin Brander

Zwycięstwo Bungarda przez poddanie w 1 rundzie
- Walka w kategorii średniej:  Kent Kauppinen –  Andy Manzolo

Zwycięstwo Kauppinena przez poddanie w 1 rundzie
- Walka w limicie -73 kg:  Alfie Davis –  Alessandro Botti

Zwycięstwo Davisa przez jednogłośną decyzję sędziów
- Walka w kategorii średniej:  Kevin Fryer –  George Tokkos

Zwycięstwo Fryera przez jednogłośną decyzję sędziów
- Walka w kategorii piórkowej:  Aiden Lee –  Damian Frankiewicz

Zwycięstwo Lee przez poddanie w 3 rundzie
- Walka w limicie -68 kg:  Jeremy Petley –   Tom Mearns

Zwycięstwo Petleya przez jednogłośną decyzję sędziów
- Walka w kategorii piórkowej:  Harry Hardwick –  Nathan Rose

Zwycięstwo Hardwicka przez większościową decyzję sędziów
- Walka w kategorii lekkiej:  Tim Barnett –  Akonne Wanliss

Zwycięstwo Wanlissa przez poddanie w 1 rundzie
- Walka w kategorii koguciej:  Shane Campbell –  Raphael Uchegbu

Zwycięstwo Uchegbu przez poddanie w 3 rundzie
- Walka kobiet w kategorii piórkowej:  Josie Blaber –  Charlotte McIntyre

Zwycięstwo McIntyre przez TKO w 2 rundzie

### Bellator 240: Dublin
Walka Wieczoru:
- Walka kobiet w kategorii piórkowej:  Judith Ruis –  Leah McCourt

Zwycięstwo McCourt przez jednogłośną decyzję sędziów
Karta Główna:
- Walka w kategorii lekkiej:  Chris Bungard –  Brent Primus

Zwycięstwo Primusa przez poddanie w 1 rundzie
- Walka w kategorii średniej:  Charlie Ward –  Kyle Kurtz

Zwycięstwo Warda przez TKO w 3 rundzie
- Walka w kategorii półśredniej:  Aaron Chalmers –  Austin Clem

Zwycięstwo Clema przez jednogłośną decyzję sędziów
- Walka w limicie -72 kg:  Iamik Furtado –  Kiefer Crosbie

Zwycięstwo Crosbie przez niejednogłośną decyzję sędziów
- Walka kobiet w kategorii muszej:  Bec Rawlings –  Elina Kallionidou

Zwycięstwo Rawlingsa przez jednogłośną decyzję sędziów
- Walka w kategorii koguciej:  Frans Mlambo –  Ricky Bandejas

Zwycięstwo Bandejasa przez KO w 2 rundzie
- Walka w kategorii półśredniej:  Oliver Enkamp –  Lewis Long

Zwycięstwo Enkampa przez KO w 1 rundzie
Karta Wstępna:
- Walka w limicie -79 kg:  George Hardwick –  Richard Kiely

Zwycięstwo Hardwicka przez poddanie w 2 rundzie
- Walka w kategorii lekkiej:  Paul Redmond –  Georgi Karakhanyan

Zwycięstwo Karakhanyana przez poddanie w 2 rundzie
- Walka kobiet w kategorii słomkowej:  Danni McCormack –  Chiara Penco

Zwycięstwo McCormack przez jednogłośna decyzję sędziów
- Walka w kategorii piórkowej:  Alberth Dias –  Richie Smullen

Zwycięstwo Diasa przez niejednogłośną decyzję sędziów
- Walka w kategorii średniej:  Justin Moore –  Will Fleury

Zwycięstwo Fleury'ego przez poddanie w 1 rundzie
- Walka w limicie -72 kg:  Mateusz Piskorz –  Chris Duncan

Zwycięstwo Duncana przez TKO w 2 rundzie
- Walka w kategorii piórkowej:  Dylan Logan –  Calum Murrie

Zwycięstwo Murrie przez poddanie w 1 rundzie
- Walka w kategorii muszej:  Ezzoubair Bouarsa –  Blaine O'Driscol

Zwycięstwo O'Driscol przez TKO w 1 rundzie
- Walka w kategorii piórkowej:  Jamie Faulding –  Ciaran Clarke

Zwycięstwo Clarke przez jednogłośną decyzję sędziów
- Walka w kategorii piórkowej:  Asaël Adjoudj –  Constantin Blanita

Zwycięstwo  Blanity przez niejednogłośną decyzję sędziów
- Walka w kategorii piórkowej:  Ilias Bulaid –  Diego Freitas

Zwycięstwo Bulaida przez jednogłośną decyzje sędziów

### Bellator Euro Series 8: Edwards vs. Van Steenis
Walka Wieczoru:
- Walka w kategorii średniej:  Fabian Edwards –  Costello van Steenis

Zwycięstwo van Steenisa przez niejednogłośną decyzję sędziów
Karta Główna:
- Walka w kategorii średniej:  Mike Shipman –  Pietro Penini

Zwycięstwo Shipmana przez jednogłośną decyzję sędziów
- Walka w kategorii średniej:  Kent Kauppinen  –  Will Fleury

Zwycięstwo Fleury'ego przez jednogłośną decyzję sędziów
Karta Wstępna:
- Walka w kategorii lekkiej:  George Hardwick –  Nicolò Solli

Zwycięstwo Hardwicka przez jednogłośną decyzję sędziów
- Walka w kategorii półśredniej:  Stefano Paternò –  Ion Pascu

Zwycięstwo Pascu przez jednogłośną decyzję sędziów
- Walka w kategorii lekkiej:  Alfie Davis –  Akonne Wanliss

Zwycięstwo Davisa przez jednogłośną decyzję sędziów
- Walka w kategorii lekkiej:  Gavin Hughes –  Daniele Scatizzi

Zwycięstwo Scatizziego przez poddanie w 1 rundzie
- Walka w kategorii piórkowej:  Jeremy Petley –  Aiden Lee

Zwycięstwo Lee przez KO w 3 rundzie
- Walka w kategorii koguciej:  Cory Tait –  Frans Mlambo

Zwycięstwo Mlambo przez jednogłośną decyzję sędziów
- Walka w kategorii półciężkiej:  Luke Trainer –  Alex O'Toole

Zwycięstwo Trainera przez TKO w 1 rundzie
- Walka w kategorii piórkowej:  Harry Hardwick –  Richie Smullen

Zwycięstwo Smullena przez jednogłośną decyzję sędziów
- Walka kobiet w kategorii słomkowej:  Aleksandra Tonczewa –  Chiara Penco

Zwycięstwo Penco przez TKO w 2 rundzie
- Walka kobiet w kategorii słomkowej:  Claire Lopez –  Danni McCormack

Zwycięstwo McCormack przez poddanie w 2 rundzie

### Bellator 247: Kielholtz vs. Jackson
Walka Wieczoru:
- Walka kobiet w kategorii muszej:  Kate Jackson –  Denise Kielholtz

Zwycięstwo Kielholtz przez KO w 1 rundzie
Karta Główna:
- Walka w kategorii średniej:  Laïd Zerhouni –  Norbert Novenyi Jr.

Zwycięstwo Novenyi Jr. przez poddanie w 1 rundzie
- Walka w kategorii piórkowej:  Brian Moore –   Simone D'Anna

Zwycięstwo Moore przez KO w 2 rundzie
- Walka w limicie -72, 5 kg:  Iamik Furtado –  Chris Duncan

Zwycięstwo Duncana przez TKO w 2 rundzie
Karta Wstępna:
- Walka w kategorii półśredniej:  Gianni Melillo –  Lewis Long

Zwycięstwo Longa przez poddanie w 1 rundzie
- Walka kobiet w kategorii muszej:  Griet Eeckhout –  Mandy Böhm

Zwycięstwo Böhm przez jednogłośną decyzję sędziów
- Walka w kategorii półśredniej:  Walter Gahadza –  Uroš Jurišić

Zwycięstwo Jurišicia przez poddanie w 1 rundzie
- Walka w kategorii półśredniej:  Kywan Gracie –  Constantin Gnusariov

Zwycięstwo Gnusariova przez jednogłośną decyzję sędziów
- Walka w kategorii półciężkiej:  Ederson Cristian Macedo –  Lee Chadwick

Zwycięstwo Chadwicka przez poddanie w 2 rundzie
- Walka w kategorii muszej:  Salah Elkas –  Blaine O'Driscoll

Zwycięstwo O'Driscolla przez poddanie w 1 rundzie
- Walka kobiet w kategorii atomowej:  Jade Jorand –  Monika Chochlikova

Zwycięstwo Chochlikovej przez poddanie w 2 rundzie

### Bellator Euro Series 9: Gallagher vs. Ellenor
Walka Wieczoru:
- Walka w kategorii koguciej:  Cal Ellenor –  James Gallagher

Zwycięstwo Gallaghera przez poddanie w 1 rundzie
Karta Główna:
- Walka w kategorii średniej:  Andy Manzolo –  Charlie Ward

Zwycięstwo Warda przez jednogłośną decyzję sędziów
- Walka w limicie -72,5 kg:  Charlie Leary –  Kiefer Crosbie

Zwycięstwo Leary'ego przez TKO w 1 rundzie
Karta Wstępna:
- Walka kobiet w kategorii piórkowej:  Katharina Lehner –  Sinead Kavanagh

Zwycięstwo Kavanagh przez jednogłośną decyzję sędziów
- Walka w kategorii lekkiej:  Aymard Guih –  Chris Bungard

Zwycięstwo Guitha przez niejednogłośną decyzję sędziów
- Walka w kategorii półśredniej:  Acoidan Duque –  Carlo Pedersoli

Zwycięstwo Duque przez jednogłośną decyzję sędziów
- Walka w kategorii ciężkiej:  Joffie Houlton –  Gokhan Saricam

Zwycięstwo Saricama przez TKO w 1 rundzie
- Walka w kategorii piórkowej:  Andrew Fisher –  Ashleigh Grimshaw

Zwycięstwo Fishera przez jednogłośną decyzję sędziów
- Walka w kategorii lekkiej:  Kane Mousah –  Alessandro Botti

Zwycięstwo Mousaha przez niejednogłośną decyzję sędziów
- Walka w kategorii piórkowej:  Asaël Adjoudj –  Nathan Jessimer

Zwycięstwo Adjoudjego przez TKO w 2 rundzie
- Walka w kategorii półśredniej:  Marek Jakimowicz  –  Curtis Dodge

Zwycięstwo Jakimowicza przez TKO w 1 rundzie

### Bellator 248: Kongo vs. Johnson 2
Walka Wieczoru:
- Walka w kategorii ciężkiej:  Cheick Kongo  –  Timothy Johnson

Zwycięstwo Johnsona przez niejednogłośną decyzję sędziów
Karta Główna:
- Walka w limicie -79 kg:  Michael Page –  Ross Houston

Zwycięstwo Page przez jednogłośną decyzję sędziów
- Walka w kategorii piórkowej:  Arbi Mezhidov –  Saul Rogers

Zwycięstwo Rogersa przez poddanie w 1 rundzie
- Walka w kategorii lekkiej:  Terry Brazier –  Yves Landu

Zwycięstwo Landu przez KO w 1 rundzie
- Walka w kategorii piórkowej:  Dominique Wooding –  Fabacary Diatta

Zwycięstwo Diatty przez jednogłośną decyzję sędziów
- Walka kobiet w kategorii muszej:  Maguy Berchel –  Lucie Bertaud

Zwycięstwo Bertaud przez jednogłośną decyzję sędziów
Karta Wstępna:
- Walka w kategorii piórkowej:  Jean N'Doye –  Ciaran Clarke

Zwycięstwo Clarke przez jednogłośną decyzję sędziów
- Walka w kategorii półśredniej:  Emmanuel Dawa –  Oliver Enkamp

Zwycięstwo Enkampa przez poddanie w 1 rundzie
- Walka w limicie -73 kg:  Ryan Scope –  Alan Omer

Zwycięstwo Omera przez TKO w 1 rundzie
- Walka w kategorii piórkowej:  Darko Banović –  Mads Burnell

Zwycięstwo Burnella przez TKO w 1 rundzie

### Bellator 267: Lima vs. MVP 2
Walka Wieczoru:
- Walka w kategorii półśredniej:  Douglas Lima –  Michael Page

Zwycięstwo Page przez niejednogłośną decyzję sędziów
Karta Główna:
- Walka kobiet w kategorii piórkowej:  Leah McCourt –  Jessica Borga

Zwycięstwo McCourt przez jednogłośną decyzję sędziów
- Walka w kategorii piórkowej:  Andrew Fisher –  Robert Whiteford

No Contest (przypadkowy cios palcem w oko)
- Walka w kategorii półciężkiej:  Yannick Bahati –  Luke Trainer

Zwycięstwo Trainera przez TKO w 2 rundzie
- Walka w kategorii lekkiej:  Tim Wilde –  Yves Landu

Zwycięstwo Wilde przez jednogłośną decyzję sędziów
Karta Wstępna:
- Walka w kategorii półśredniej:  Michael Dubois –  Lewis Long

Zwycięstwo Longa przez poddanie w 1 rundzie
- Walka w kategorii lekkiej:  Kane Mousah –  Davy Gallon

Zwycięstwo Gallona przez jednogłośną decyzję sędziów
- Walka kobiet w kategorii muszej:  Petra Částková  –  Elina Kallionidou

Zwycięstwo Kallionidou przez poddanie w 1 rundzie
- Walka w kategorii półśredniej:  Jack Grant –  Nathan Jones

Zwycięstwo Granta przez TKO w 1 rundzie
- Walka w kategorii piórkowej:  Nathan Rose –  Fabacary Diatta

Zwycięstwo Diatty przez jednogłośną decyzję sędziów
- Walka kobiet w kategorii słomkowej:  Katharina Dalisda –  Chiara Penco

Zwycięstwo Penco przez poddanie w 1 rundzie
- Walka w kategorii koguciej:  Jair Junior –  Churszed Kachorow

Zwycięstwo Kachorowa przez jednogłośną decyzję sędziów

### Bellator 269: Fedor vs. Johnson
Walka Wieczoru:
- Walka w kategorii ciężkiej:  Fiodor Jemieljanienko  –   Timothy Johnson

Zwycięstwo Jemieljanienko przez KO w 1 rundzie
Karta Główna:
- Walka w kategorii ciężkiej:  Witalij Minakow  –   Said Sowma

Zwycięstwo Sowmy przez TKO w 3 rundzie
- Walka w limicie -73 kg:  Patrik Pietilä  –   Usman Nurmagomiedow

Zwycięstwo Nurmagomiedowa przez poddanie w 1 rundzie
- Walka w kategorii średniej:  Anatoly Tokov –   Sharaf Davlatmurodov

Zwycięstwo Tokova przez niejednogłośną decyzję sędziów
Karta Wstępna:
- Walka w kategorii ciężkiej:  Kirill Sidelnikov –   Rab Truesdale

Zwycięstwo Sidelnikova przez TKO w 1 rundzie
- Walka kobiet w kategorii słomkowej:  Katarzyna Sadura  –   Darina Mazdyuk

Zwycięstwo Sadury przez TKO w 2 rundzie
- Walka kobiet w limicie -59 kg:   Stéphanie Page  –   Irina Alekseeva

Zwycięstwo Alekseevej przez jednogłośną decyzję sędziów
- Walka w kategorii koguciej:  Brian Moore  –   Nikita Mikhailov

Zwycięstwo Mikhailova przez jednogłośną decyzję sędziów
- Walka w kategorii półśredniej:  Grachik Bozinyan  –   Alexey Shurkevich

Zwycięstwo Skurkevicha przez TKO w 1 rundzie
- Walka w limicie -67 kg:  Aiden Lee  –   Aleksandr Osetrov

Zwycięstwo Lee przez poddanie w 1 rundzie

### Bellator 270: Pitbull vs. Queally 2
Walka Wieczoru:
- Walka o pas mistrzowski Bellator MMA w kategorii lekkiej:  Patricky Freire –  Peter Queally

Zwycięstwo Freire przez TKO w 2 rundzie
Karta Główna:
- Walka w kategorii koguciej:  James Gallagher –  Patchy Mix

Zwycięstwo Mixa przez poddanie w 3 rundzie
- Walka w kategorii piórkowej:  Daniel Weichel –  Pedro Carvalho

Zwycięstwo Carvalho przez jednogłośną decyzję sędziów
- Walka w kategorii piórkowej:  Georges Sasu –  Ilias Bulaid

Zwycięstwo Bulaida przez niejednogłośną decyzję sędziów
Karta Wstępna:
- Walka w kategorii piórkowej:  Jordan Barton –  Ciaran Clarke

Zwycięstwo Clarke przez poddanie w 3 rundzie
- Walka w kategorii lekkiej:  Daniele Scatizzi –  Brian Hooi

Zwycięstwo Scatizziego przez jednogłośną decyzję sędziów
- Walka w kategorii półciężkiej:  Lee Chadwick –  Arunas Andriuskevicus

Zwycięstwo Chadwicka przez niejednogłośną decyzję sędziów
- Walka w kategorii ciężkiej:  Charlie Milner –  Gokhan Saricam

Zwycięstwo Saricama przez TKO w 1 rundzie
- Walka w kategorii półśredniej:  Nicolò Solli –  Bobby Pallett

No Contest
- Walka kobiet w kategorii słomkowej:  Audrey Kerouche –  Danni McCormack

Zwycięstwo McCormack przez TKO w 3 rundzie
- Walka w kategorii półśredniej:  Stephen Costello –  Yusuf Nazokatov

Zwycięstwo Nazokatova przez poddanie w 2 rundzie

### Bellator 275: Mousasi vs. Vanderford
Walka Wieczoru:
- Walka o pas mistrzowski Bellator MMA w kategorii średniej:  Gegard Mousasi  –  Austin Vanderford

Zwycięstwo Mousasiego przez TKO w 1 rundzie
Karta Główna:
- Walka kobiet w kategorii piórkowej:  Sinead Kavanagh  –   Leah McCourt

Zwycięstwo Kavanagh przez jednogłośną decyzję sędziów
- Walka w kategorii piórkowej:  Abou Tounkara  –  Ciaran Clarke

Zwycięstwo Clarke przez TKO w 1 rundzie
- Walka w kategorii piórkowej:  Jose Sanchez  –  Chasan Magomiedszaripow

Zwycięstwo Magomiedszaripowa przez jednogłośną decyzję sędziów
- Walka w kategorii koguciej:  Brian Moore  –   Jornel Lugo

Zwycięstwo Lugo przez jednogłośną decyzję sedziów
Karta Wstępna:
- Walka w kategorii koguciej:  Churszed Kachorow –  Brett Johns

Zwycięstwo Johnsa przez TKO w 3 rundzie
- Walka w kategorii lekkiej:  Charlie Leary –  Davy Gallon

Zwycięstwo Gallona przez KO w 2 rundzie
- Walka kobiet w kategorii słomkowej:  Stéphanie Page –  Danni McCormack

Zwycięstwo Page przez TKO w 1 rundzie
- Walka w kategorii lekkiej:  Junior Morgan –  Darragh Kelly

Zwycięstwo Kelly’ego przez poddanie w 1 rundzie
- Walka w kategorii lekkiej:  Daniele Scatizzi –  Vladimir Tokov

Zwycięstwo Tokova przez jednogłośną decyzję sędziów
- Walka w kategorii ciężkiej:  Kirill Sidelnikov –  Gokhan Saricam

Zwycięstwo Saricama przez jednogłośną decyzję sedziów
- Walka w kategorii piórkowej:  Nate Kelly –  Scott Pedersen

Zwycięstwo Kelly’ego przez jednogłośną decyzję sędziów
- Walka w kategorii piórkowej:  Jamie Hay –  Lee Hammond

Zwycięstwo Hammonda przez TKO w 1 rundzie

### Bellator 280: Bader vs. Kongo 2
Walka Wieczoru:
- Walka o pas mistrzowski Bellator MMA w kategorii ciężkiej:  Ryan Bader  –  Cheick Kongo

Zwycięstwo Badera przez jednogłośną decyzję sedziów
Karta Główna:
- Walka w kategorii półciężkiej:  Yoel Romero  –   Alex Polizzi

Zwycięstwo Romero przez TKO w 3 rundzie
- Walka w kategorii lekkiej:  Davy Gallon  –   Benjamin Brander

Zwycięstwo Gallona przez TKO w 2 rundzie
- Walka w kategorii średniej:  Lorenz Larkin –  Kyle Stewart

Zwycięstwo Larkina przez TKO w 1 rundzie
- Walka w kategorii średniej:  Mike Shipman  –   Gregory Babene

Zwycięstwo Babene przez TKO w 1 rundzie
Karta Wstępna:
- Walka w kategorii piórkowej:  Piotr Niedzielski  –   Pedro Carvalho

Zwycięstwo Niedzielskiego przez niejednogłośną decyzję sędziów
- Walka w kategorii półśredniej:  Thibault Gouti  –   Lewis Long

Zwycięstwo Goutiego przez jednogłośną decyzję sędziów
- Walka w kategorii piórkowej:  Jordan Barton  –   Fabacary Diatta

Zwycięstwo Bartona przez niejednogłośną decyzję sędziów
- Walka w limicie -72 kg:  Soren Bak  –   Charlie Leary

Zwycięstwo Baka przez jednogłośną decyzję sędziów
- Walka w kategorii lekkiej:  Gavin Hughes  –   Yves Landu

Zwycięstwo Landu przez TKO w 1 rundzie
- Walka kobiet w kategorii słomkowej:  Lucie Bertaud  –   Katarzyna Sadura

Zwycięstwo Bertaud przez jednogłośną decyzję sędziów
- Walka w kategorii średniej:  Matthieu Duclos –   Youcef Ouabbas

Zwycięstwo Ouabbasa przez TKO w 1 rundzie
- Walka w kategorii półśredniej:  Bourama Camara  –   Victor Verchere

Zwycięstwo Camary przez TKO w 1 rundzie

### Bellator 281: MVP vs. Storley
Walka Wieczoru:
- Walka o tymczasowy pas mistrzowski Bellator MMA w kategorii półśredniej:  Michael Page –  Logan Storley

Zwycięstwo Storley'a przez niejednogłośną decyzję sedziów
Karta Główna:
- Walka w kategorii średniej:  Lyoto Machida –  Fabian Edwards

Zwycięstwo Edwardsa przez KO w 1 rundzie
- Walka kobiet w kategorii słomkowej:  Kana Watanabe  –  Denise Kielholtz

Zwycięstwo Watanabe przez poddanie w 2 rundzie
- Walka w limicie -79 kg:  Wendell Giácomo  –  Paul Daley

Zwycięstwo Daley'a przez KO w 2 rundzie
- Walka w kategorii półciężkiej:  Simon Biyong  –  Luke Trainer

Zwycięstwo Biyonga przez jednogłośną decyzję sędziów
Karta Wstępna:
- Walka w kategorii piórkowej:  Daniel Weichel  –  Robert Whiteford

Zwycięstwo Weichela przez TKO w 1 rundzie
- Walka kobiet w kategorii słomkowej:  Kate Jackson –  Elina Kallionidou

Zwycięstwo Kallionidou przez TKO w 2 rundzie
- Walka w kategorii półśredniej:  Oliver Enkamp  –  Mark Lemminger

Zwycięstwo Enkampa przez poddanie w 3 rundzie
- Walka w kategorii lekkiej:  Alfie Davis –  Tom Wilde

Większościowy remis
- Walka w kategorii piórkowej:  Andrew Fisher –  Attila Korkmaz

Zwycięstwo Fischera przez jednogłośną decyzję sedziów
- Walka w kategorii średniej:  Alan Carlos –  Charlie Ward

Zwycięstwo Warda przez jednogłośną decyzję sedziów
- Walka w kategorii półciężkiej:  Lee Chadwick –  Maciej Różański

Zwycięstwo Różańskiego przez jednogłośną decyzję sędziów
- Walka kobiet w kategorii atomowej:  Lanchana Green –  Chiara Penco

Zwycięstwo Penco przez jednogłośną decyzję sędziów

### Bellator 285: Henderson vs. Queally
Walka Wieczoru:
- Walka w kategorii lekkiej:  Benson Henderson   –  Peter Queally

Zwycięstwo Hendersona przez jednogłośną decyzję sędziów
Karta Główna:
- Walka w kategorii półciężkiej:  Yoel Romero  –  Melvin Manhoef

Zwycięstwo Romero przez TKO w 3 rundzie
- Walka kobiet w kategorii piórkowej:  Dayana Silva  –  Leah McCourt

Zwycięstwo McCourt przez jednogłośną decyzję sędziów
- Walka w kategorii piórkowej:  Mads Burnell  –  Pedro Carvalho

Zwycięstwo Carvalho przez jednogłośną decyzję sędziów
- Walka w limicie -68 kg :  Rafael Hudson  –  Ciaran Clarke

Zwycięstwo Clarke przez poddanie w 3 rundzie
- Walka w kategorii półciężkiej:  Karl Moore  –  Karl Albrektsson

Zwycięstwo Moore przez poddanie w 2 rundzie
Karta Wstępna:
- Walka w kategorii koguciej:  Arivaldo Lima da Silva  –  Brian Moore

Zwycięstwo Moore przez jednogłośną decyzję sędziów
- Walka w kategorii koguciej:  Jordan Winski  –  Brett Johns

Zwycięstwo Johnsa przez jednogłośną decyzję sędziów
- Walka w kategorii lekkiej:  Darragh Kelly  –  Kye Stevens

Zwycięstwo Kelly’ego przez jednogłośną decyzję sędziów
- Walka w kategorii lekkiej:  Kane Mousah –  Georgi Karakhanyan

Zwycięstwo Mousaha przez jednogłośną decyzję sędziów
- Walka w kategorii piórkowej:  Kenny Mokhonoana  –  Alex Bodnar

Zwycięstwo Mokhonoany przez poddanie w 1 rundzie
- Walka w kategorii piórkowej:  Jordan Barton –  Asaël Adjoudj

Zwycięstwo Adjoudjego przez KO w 1 rundzie
- Walka w kategorii półciężkiej:  Luca Poclit –  Dante Schiro

Zwycięstwo Poclita przez poddanie w 2 rundzie

### Bellator 287: Piccolotti vs. Barnaoui
Walka Wieczoru:
- Walka w kategorii lekkiej:  Mansour Barnaoui  –  Adam Piccolotti

Zwycięstwo Barnaoiego przez poddanie w 2 rundzie
Karta Główna:
- Walka w kategorii średniej:  Fabian Edwards  –  Charlie Ward

Zwycięstwo Edwardsa przez jednogłośną decyzję sędziów
- Walka w kategorii lekkiej:  Saul Rogers  –  Tim Wilde

Zwycięstwo Wilde przez niejednogłośną decyzję sędziów
- Walka w kategorii piórkowej:  Andrew Fisher  –  Justin Gonzales

Zwycięstwo Gonzalesa przez jednogłośną decyzję sędziów
- Walka w kategorii lekkiej:  Davy Gallon  –  Daniele Scatizzi

Zwycięstwo Scatizziego przez jednogłośną decyzję sędziów
Karta Wstępna:
- Walka w kategorii średniej:  Costello van Steenis  –  Kamil Oniszczuk

Zwycięstwo van Steenisa przez poddanie w 2 rundzie
- Walka w kategorii lekkiej:  Thibault Gouti –  Alfie Davis

Zwycięstwo Davisa przez jednogłośną decyzję sędziów
- Walka kobiet w kategorii słomkowej:  Manuela Marconetto  –  Chiara Penco

Zwycięstwo Penco przez niejednogłośną decyzję sędziów
- Walka w kategorii piórkowej:  Yves Landu  –  Walter Cogliandro

Zwycięstwo Landu przez jednogłośną decyzję sędziów
- Walka w kategorii półciężkiej:  Simon Biyong  –  Dragos Zubco

Zwycięstwo Biyonga przez TKO w 2 rundzie
- Walka w kategorii półśredniej:  Bourama Camara  –  Nicolò Solli

Zwycięstwo Solliego przez jednogłośną decyzję sędziów
- Walka w kategorii półciężkiej:  Lucas Alsina  –  Luke Trainer

Zwycięstwo Trainera przez poddanie w 1 rundzie
- Walka w limicie -82 kg:  Steven Hill  –  Andrea Fusi

Zwycięstwo Hilla przez jednogłośną decyzję sędziów
- Walka w kategorii koguciej:  José Maria Tomé  –  Sarvadzhon Khamidov

Zwycięstwo Khamidova przez TKO w 1 rundzie

### Bellator 291: Amosov vs. Storley
Walka Wieczoru:
- Walka o pas mistrzowski Bellator MMA w kategorii półśredniej:  Jarosław Amosow –  Logan Storley

Zwycięstwo Amosowa przez jednogłośną decyzję sędziów
Karta Główna:
- Walka w kategorii piórkowej:  Jeremy Kennedy –  Pedro Carvalho

Zwycięstwo Kennedyego przez jednogłośną decyzję sędziów
- Walka w kategorii lekkiej:  Peter Queally –  Bryce Logan

Zwycięstwo Logana przez TKO w 2 rundzie
- Walka kobiet w kategorii piórkowej:  Janay Harding –  Sinead Kavanagh

Zwycięstwo Kavanagh przez jednogłośną decyzję sędziów
- Walka w kategorii piórkowej:  Leonardos Sinis –  Ciaran Clarke

Zwycięstwo Clarke przez jednogłośną decyzję sędziów
Karta Wstępna:
- Walka w kategorii półciężkiej:  Karl Moore –  Maciej Różański

Zwycięstwo Moore przez jednogłośną decyzję sędziów
- Walka w kategorii średniej:  Mike Shipman –  Charlie Ward

Zwycięstwo Shipmana przez jednogłośną decyzję sędziów
- Walka w kategorii półciężkiej:  Oleg Popow –  Gokhan Saricam

Zwycięstwo Popowa przez jednogłośną decyzję sędziów
- Walka w kategorii średniej:  Andy Manzolo –  Norbert Novenyi Jr.

Zwycięstwo Novenyi Jr. przez KO w 1 rundzie
- Walka w kategorii koguciej:  Brian Moore –  Luca Iovine

Zwycięstwo Moore przez niejednogłośną decyzję sędziów
- Walka w kategorii piórkowej:  Richie Smullen –  Piotr Niedzielski

Zwycięstwo Smullena przez niejednogłośną decyzję sędziów
- Walka w kategorii piórkowej:  Dorval Jordan –  Darragh Kelly

Zwycięstwo Kelly’ego przez TKO w 3 rundzie
- Walka w kategorii piórkowej:  Liam McCracken –  Asaël Adjoudj

Zwycięstwo Adjoudj’ego przez jednogłośną decyzję sędziów
- Walka w kategorii piórkowej:  Rafael Hudson –  Chasan Magomiedszaripow

Zwycięstwo Magomiedszaripowa przez TKO w 1 rundzie
- Walka kobiet w kategorii muszej:  Elina Kallionidou –  Jena Bishop

Zwycięstwo Bishop przez jednogłośną decyzję sędziów
- Walka w kategorii piórkowej:  Kenny Mokhonoana –  Craig McIntosh

Zwycięstwo Mokhonoany przez TKO w 1 rundzie
- Walka w kategorii półśredniej:  Daniele Scatizzi –  Dmytrii Hrytsenko

Zwycięstwo Hrytsenko przez jednogłośną decyzję sędziów
- Walka w kategorii półśredniej:  Steven Hill  –  Joël Kouadja

Zwycięstwo Hilla przez poddanie w 2 rundzie

### Bellator 296: Mousasi vs. Edwards
Walka Wieczoru:
- Walka w kategorii średniej:  Gegard Mousasi  –  Fabian Edwards

Zwycięstwo Edwardsa przez jednogłośną decyzję sędziów
Karta Główna:
- Walka ćwierćfinałowa Bellator Grand Prix w kategorii lekkiej:  Mansour Barnaoui  –  Brent Primus

Zwycięstwo Primusa przez jednogłośną decyzję sędziów
- Walka w kategorii średniej:  Douglas Lima  –  Costello van Steenis

Zwycięstwo Limy przez jednogłośną decyzję sędziów
- Walka w kategorii lekkiej:  Kane Mousah  –  Thibault Gouti

Zwycięstwo Goutiego przez TKO w 2 rundzie
Karta Wstępna:
- Walka kobiet w kategorii słomkowej:  Paula Cristina  –  Denise Kielholtz

Zwycięstwo Kielhotz przez jednogłośną decyzję sędziów
- Walka w kategorii półśredniej:  Luca Poclit  –  Oliver Enkamp

Zwycięstwo Poclita przez jednogłośną decyzję sędziów
- Walka w kategorii lekkiej:  Saul Rogers  –  Davy Gallon

No Contest
- Walka w kategorii piórkowej:  Yves Landu  –  Piotr Niedzielski

Zwycięstwo Landu przez jednogłośną decyzję sędziów
- Walka w limicie -64 kg:  Kevin Petshi  –  Sarvarjon Khamidov

Zwycięstwo Khamidova przez poddanie w 3 rundzie
- Walka w kategorii lekkiej:  Tim Wilde  –  Chris Gonzalez

Zwycięstwo Wilde przez jednogłośną decyzję sedziów
- Walka w kategorii piórkowej:  Fabacary Diatta  –  Keir Harvie

Zwycięstwo Diatty przez jednogłośną decyzję sędziów
- Walka w limicie -68 kg:  Asaël Adjoudj  –   Georges Sasu

Zwycięstwo Adjoudjego przez jednogłośną decyzję sędziów
- Walka w kategorii półśredniej:  Bourama Camara  –  Romain Debienne

Zwycięstwo Debienne przez TKO w 2 rundzie
- Walka w kategorii półciężkiej:  Jose Augusto Azevedo  –  Simon Biyong

Zwycięstwo Azevedo przez jednogłośną decyzję sędziów

### Bellator 299: Eblen vs. Edwards
Walka Wieczoru:
- Walka o pas mistrzowski Bellator MMA w kategorii średniej:  Johnny Eblen –  Fabian Edwards

Zwycięstwo Eblena przez TKO w 3 rundzie
Karta Główna:
- Walka w kategorii piórkowej:  Pedro Carvalho –  Aaron Pico

Zwycięstwo Pico przez TKO w 1 rundzie
- Walka kobiet w kategorii piórkowej:  Sara Collins  –  Sinead Kavanagh

Zwycięstwo Collins przez niejednogłośną decyzję sędziów
- Walka w kategorii piórkowej:  Mads Burnell  –  Daniel Weichel

Zwycięstwo Burnella przez jednogłośną decyzję sedziów
- Walka w kategorii półśredniej:  Levan Chokheli  –  Sabah Homasi

Zwycięstwo Chokheliego przez KO w 1 rundzie
Karta Wstępna:
- Walka w kategorii półśredniej:  Peter Queally –  Daniele Miceli

No Contest (niedozwolone kopnięcie przeciwnika znajdującego się w parterze) Runda 1, 0:26
- Walka w kategorii lekkiej:  Jay Jay Wilson  –  Mansour Barnaoui

Zwycięstwo Wilsona przez jednogłośną decyzję sędziów
- Walka w kategorii średniej:  Gregory Babene  –  Charlie Ward

Zwycięstwo Babene przez poddanie w 1 rundzie
- Walka w kategorii koguciej:  Ciaran Clarke  –  Przemysław Górny

Zwycięstwo Clarke'a przez poddanie w 2 rundzie
- Walka w kategorii półśredniej:  Luca Poclit  –  Roman Faraldo

Zwycięstwo Poclit przez poddanie w 1 rundzie
- Walka w kategorii piórkowej:  Piotr Niedzielski  –  Chasan Magomiedszaripow

Zwycięstwo Magomiedszaropowa przez poddanie w 2 rundzie
- Walka w kategorii piórkowej:  Darragh Kelly  –  Jelle Zeegers

Zwycięstwo Kelly'ego przez TKO w 3 rundzie
- Walka w kategorii piórkowej:  Otto Rodrigues –  Brian Moore

Zwycięstwo Rodriguesa przez poddanie w 2 rundzie
- Walka w kategorii lekkiej:  Davy Gallon  –  Attila Korkmaz

Zwycięstwo Korkmaza przez KO w 3 rundzie
- Walka w kategorii piórkowej:  Asaël Adjoudj  –  Ibrahim Al-Faqih Hassan

Zwycięstwo Adjoudja przez jednogłośną decyzję sędziów
- Walka w kategorii piórkowej:  Kenny Mokhonoana  –  Josh O'Connor

Zwycięstwo O'Connora przez jednogłośną decyzję sedziów
- Walka w kategorii półśredniej:  Romain Debienne  –  Nicolò Solli

Zwycięstwo Debienne przez KO w 1 rundzie
- Walka w kategorii ciężkiej:  Kasim Aras  –  Sergey Bilostenniy

Zwycięstwo Bilostenniya przez TKO w 1 rundzie
- Walka w kategorii lekkiej:  Noah Gugnon  –  Mark Ewen

Zwycięstwo Ewena przez TKO w 2 rundzie
- Walka kobiet w kategorii słomkowej:  Chiara Penco  –  Mackenzie Stiller

Zwycięstwo Siller przez jednogłośną decyzję sędziów

### Bellator Champions Series 1: Anderson vs. Moore
Walka Wieczoru:
- Walka o pas mistrzowski Bellator MMA w kategorii średniej:  Corey Anderson –  Karl Moore

Zwycięstwo Andersona przez jednogłośną decyzję sędziów
Karta Główna:
- Walka o pas mistrzowski Bellator MMA w kategorii piórkowej:  Patrício Freire –  Jeremy Kennedy

Zwycięstwo Freire'a przez KO w 3 rundzie
- Walka w kategorii średniej:  Aaron Jeffery –  Fabian Edwards

Zwycięstwo Edwardsa przez jednogłośną decyzję sędziów
- Walka w kategorii piórkowej:  Leandro Higo –  James Gallagher

Zwycięstwo Higo przez jednogłośną decyzję sędziów
- Walka w kategorii lekkiej:  Manoel Sousa –  Tim Wilde

Zwycięstwo Sousy przez KO w 1 rundzie
Karta Wstępna:
- Walka w kategorii koguciej:  Darius Mafi –  Ciaran Clarke

Zwycięstwo Clarke'a przez poddanie w 3 rundzie
- Walka w kategorii lekkiej:  Oscar Ownsworth –  Alfie Davis

Zwycięstwo Davisa przez jednogłośną decyzję sędziów
- Walka w kategorii półciężkiej:  Luke Trainer –  Grant Neal

Zwycięstwo Trainera przez jednogłośną decyzję sędziów
- Walka w limicie -67 kg:  Nathan Kelly –  Vikas Singh Ruhil

Zwycięstwo Kelly'ego przez TKO w 1 rundzie
- Walka w kategorii ciężkiej:  Abraham Bably –  Isaiah Pinson

Zwycięstwo Bably'ego przez jednogłośną decyzję sędziów
- Walka semi-pro w limicie -59 kg:  Nate Kelly –  Jordan Elliott

Zwycięstwo Kelly'ego przez poddanie w 1 rundzie

### Bellator Champions Series 2: Mix vs. Magomedov
Walka Wieczoru:
- Walka o pas mistrzowski Bellator MMA w kategorii koguciej:  Patchy Mix  –  Magomed Magomedov

Zwycięstwo Mixa przez niejednogłośną decyzję sędziów
Karta Główna:
- Walka w kategorii półśredniej:  Cédric Doumbé –  Jaleel Willis

Zwycięstwo Doumbé przez TKO w 1 rundzie
- Walka w kategorii średniej:  Gregory Babene –  Costello van Steenis

Zwycięstwo van Steenisa przez poddanie w 2 rundzie
- Walka w kategorii piórkowej:  Jonas Bilharinho  –  Yves Landu

Zwycięstwo Landu przez niejednogłośną decyzję sędziów
- Walka w kategorii lekkiej:  Thibault Gouti –  Archie Colgan

Zwycięstwo Colgana przez jednogłośną decyzję sędziów
Karta Wstępna:
- Walka w kategorii ciężkiej:  Louie Sutherland –  Slim Trabelsi

Zwycięstwo Trabelsiego przez jednogłośną decyzję sędziów
- Walka w kategorii lekkiej:  Mansour Barnaoui –  Yusuke Yachi

Zwycięstwo Barnaoui przez poddanie w 1 rundzie
- Walka w kategorii średniej:  Mike Shipman –  Steven Hill

Zwycięstwo Shipmana przez TKO w 1 rundzie
- Walka kobiet w kategorii piórkowej:  Kateryna Szakałowa –  Aspen Ladd

Zwycięstwo Ladd przez jednogłośną decyzję sędziów
- Walka w kategorii piórkowej:  Bruno Fontes –  Asaël Adjoudj

Zwycięstwo Adjoudjego przez TKO w 2 rundzie

### Bellator Champions Series 3: Jackson vs. Kuramagomedov
Walka Wieczoru:
- Walka o pas mistrzowski Bellator MMA w kategorii półśredniej:  Jason Jackson –  Ramazan Kuramagomiedow

Zwycięstwo Kuramagomedova przez jednogłośną decyzję sędziów
Karta Główna:
- Walka w kategorii lekkiej:  Paul Hughes –  Bobby King

Zwycięstwo Hughesa przez TKO w 2 rundzie
- Walka kobiet w kategorii piórkowej:  Arlene Blencowe –  Sinead Kavanagh

Zwycięstwo Blencowe przez poddanie w 2 rundzie
- Walka w kategorii średniej:  Norbert Novenyi Jr. –  Dalton Rosta

Zwycięstwo Rosty przez większościową decyzję sędziów
- Walka w kategorii lekkiej:  Mathias Poiron –  Darragh Kelly

Zwycięstwo Kelly'ego przez poddanie w 1 rundzie
Karta Wstępna:
- Walka w kategorii koguciej:  Matheus Mattos –  Kasum Kasumov

Zwycięstwo Kasumova przez jednogłośną decyzję sędziów
- Walka w kategorii piórkowej:  Jose Sanchez –  Nathan Kelly

Zwycięstwo Kelly'ego przez poddanie w 1 rundzie
- Walka w kategorii piórkowej:  Chasan Magomiedszaripow –  Tyler Mathison

Zwycięstwo Magomiedszaripowa przez jednogłośną decyzję sędziów
- Walka w kategorii koguciej:  Marcirley Alves –  Sarvarjon Khamidov

Zwycięstwo Khamidova przez jednogłośną decyzję sędziów
- Walka w kategorii koguciej:  Roger Blanque –  Shinobu Ota

Zwycięstwo Oty przez poddanie w 1 rundzie
- Walka kobiet w kategorii piórkowej:  Michelle Montague –  Karolina Sobek

Zwycięstwo Montague przez poddanie w 1 rundzie
- Walka semi-pro w kategorii muszej:  Nate Kelly –  Paul Nolan

Zwycięstwo Kelly'ego przez poddanie w 1 rundzie

### Bellator Champions Series 5: McCourt vs. Collins
Walka Wieczoru:
- Walka kobiet w kategorii piórkowej:  Sara Collins –  Leah McCourt

Zwycięstwo Collins przez poddanie w 1 rundzie

Karta Główna:
- Walka w kategorii półciężkiej:  Rafael Xavier –  Simeon Powell

Zwycięstwo Powella przez niejednogłośną decyzję sędziów
- Walka w kategorii półciężkiej:  Luke Trainer –  Laurynas Urbonavicius

Zwycięstwo Trainera przez poddanie w 1 rundzie
- Walka w kategorii lekkiej:  Marc Diakiese –  Tim Wilde

Zwycięstwo Diakiese przez jednogłośną decyzję sędziów
Karta Wstępna:
- Walka w kategorii lekkiej:  Manoel Sousa –  Archie Colgan

Zwycięstwo Colgana przez jednogłośna decyzję sędziów
- Walka w kategorii średniej:  Eslam Abdul Baset –  Mike Shipman

Zwycięstwo Shipmana przez TKO w 2 rundzie
- Walka w limicie -79 kg:  Joseph Luciano –  Steven Hill

Zwycięstwo Luciano przez poddanie w 2 rundzie
- Walka w kategorii koguciej:  Tuomas Grönvall –  Ciaran Clarke

Zwycięstwo Clarke'a przez jednogłośna decyzję sędziów
- Walka w kategorii lekkiej:  Darragh Kelly –  Dmytrii Hrytsenko

Zwycięstwo Kelly'ego przez jednogłośną decyzję sędziów